# Leichtathletik-Halleneuropameisterschaften 2019/Teilnehmer (Österreich)
| Gelbes Symbol für Goldmedaillen mit stilisierten Olympischen Ringen | Graues Symbol für Silbermedaillen mit stilisierten Olympischen Ringen | Braundes Symbol für Bronzemedaillen mit stilisierten Olympischen Ringen |
| ------------------------------------------------------------------- | --------------------------------------------------------------------- | ----------------------------------------------------------------------- |
| —                                                                   | —                                                                     | —                                                                       |

Die Sportkommission des Österreichischen Leichtathletik-Verbandes (ÖLV) nominierte sechs Athletinnen und drei Athleten für die Leichtathletik-Halleneuropameisterschaften 2019 in Glasgow. Darunter waren auch Sportler, die die Norm nicht erfüllt hatten und deren Teilnahme noch durch die Technischen Delegierten des Europäischen Leichtathletikverbandes (EAA) zu bestätigen waren. Da die EAA im Dreisprung nur eine Qualifikationsgruppe mit 16 Teilnehmern geplant hatte, aber schon 20 Athleten gemeldet worden waren, welche die Hallen-Norm von 16,50 m überboten hatten, konnte Philipp Kronsteiner mit einer Bestleistung von 16,41 m in der Hallensaison letztendlich nicht teilnehmen.

## Ergebnisse

### Frauen

#### Laufdisziplinen
| Athletin          | Disziplin   | Vorlauf    | Vorlauf | Halbfinale         | Halbfinale         | Finale             | Finale             |
| Athletin          | Disziplin   | Zeit       | Platz   | Zeit               | Platz              | Zeit               | Platz              |
| ----------------- | ----------- | ---------- | ------- | ------------------ | ------------------ | ------------------ | ------------------ |
| Alexandra Tóth    | 60 m        | 7,33 s =PB | 15      | 7,36 s             | 14                 | nicht qualifiziert | nicht qualifiziert |
| Susanne Walli     | 400 m       | 54,69 s    | 36      | nicht qualifiziert | nicht qualifiziert | nicht qualifiziert | nicht qualifiziert |
| Nada Ina Pauer    | 3000 m      | –––        | –––     | –––                | –––                | 9:06,75 min PB     | 12                 |
| Stephanie Bendrat | 60 m Hürden | 8,42 s     | 27      | nicht qualifiziert | nicht qualifiziert | nicht qualifiziert | nicht qualifiziert |

#### Fünfkampf
| Athletin       | Disziplin | 60 m Hürden | Hochsprung | Kugelstoßen | Weitsprung | 800 m       | Punkte  | Platz |
| -------------- | --------- | ----------- | ---------- | ----------- | ---------- | ----------- | ------- | ----- |
| Ivona Dadic    | Ergebnis  | 8,53 s SB   | 1,84 m SB  | 13,33 m     | 6,42 m PB  | 2:12,15 min | 4702    | 4     |
| Ivona Dadic    | Punkte    | 1010        | 1029       | 749         | 981        | 933         | 4702    | 4     |
| Verena Preiner | Ergebnis  | 8,38 s PB   | 1,75 m PB  | 14,32 m     | 6,15 m PB  | 2:09,91 min | 4637 PB | 6     |
| Verena Preiner | Punkte    | 1044        | 916        | 815         | 896        | 966         | 4637 PB | 6     |

### Männer

#### Laufdisziplinen
| Athlet        | Disziplin | Vorlauf     | Vorlauf | Halbfinale | Halbfinale | Finale             | Finale             |
| Athlet        | Disziplin | Zeit        | Platz   | Zeit       | Platz      | Zeit               | Platz              |
| ------------- | --------- | ----------- | ------- | ---------- | ---------- | ------------------ | ------------------ |
| Markus Fuchs  | 60 m      | 6,75 s      | 14      | 6,71 s     | 11         | nicht qualifiziert | nicht qualifiziert |
| Andreas Vojta | 3000 m    | 8:09,72 min | 25      | –––        | –––        | nicht qualifiziert | nicht qualifiziert |